# Pelsaert Island
Pelsaert Island, auch Pelsart Island genannt, liegt im Indischen Ozean rund 60 km südwestlich der westaustralischen Küstenstadt Geraldton. Die etwa 1,56 km² große Insel gehört zu Australien und ist die größte der Pelsaert-Inseln (Pelsaert Group), der südlichsten Inselgruppe im Houtman-Abrolhos-Archipel.

## Geographie
Die langgezogene und durchweg flache Insel bildet den östlichen Riffkranz der Pelsaert Group und erstreckt sich von Nordosten nach Süden über eine Länge von 11 km, ist allerdings im Durchschnitt kaum 150 Meter breit. Einzig der 1,5 km lange Südteil weist eine Breite von maximal 500 m auf. Der Südspitze unmittelbar vorgelagert ist das winzige Jon Jim Island, die südlichste Insel des Houtman-Abrolhos-Archipels.

## Geschichte
Der Name der Insel, welche schon Ende des 16. Jahrhunderts entdeckt war, wurde zu Ehren von François Pelsaert, dem Kommandanten des 1629 vor den etwa 10 km nördlich gelegenen Riffen der Wallabi-Inseln versunkenen niederländischen Handelsschiffs Batavia festgelegt. Nach der Strandung der Batavia segelte Pelsaert mit wenigen Seeleuten in einem einfachen Rettungsboot bis nach Jakarta und kehrte später zur Unglücksstelle zurück, um die Überlebenden der Havarie zu retten. Aufgrund einer zwischenzeitlichen blutigen Meuterei fand er allerdings nur noch wenige Überlebende vor.

## Nutzung
Die Insel ist unbewohnt. Allerdings befindet sich nahe der Südküste seit 1974 ein automatisches Leuchtfeuer auf einem 21 m hohen Stahlmast.